# Gangqie
Gangqie (kinesiska: 岗切, 岗切乡) är en socken i Kina. Den ligger i socknen Gangqie, den autonoma regionen Tibet, i den sydvästra delen av landet, omkring 400 kilometer nordost om regionhuvudstaden Lhasa. Antalet invånare är 4089. Befolkningen består av 1 886 kvinnor och 2 203 män. Barn under 15 år utgör 33 %, vuxna 15-64 år 61 %, och äldre över 65 år 4,0 %.